# 第343步兵師 (德國國防軍)
德國國防軍陸軍第343步兵師（德語：343. Infanterie-Division）是納粹德國國防軍陸軍的一個步兵師。該師於1942年10月組建。
該師組建後，在法國布列塔尼半岛駐紮和作戰。
該師最後於1944年9月在布雷斯特戰役被殲。

## 註腳
1. ↑  Mitcham（2007年）